# Last Exit to Brooklyn (roman)
Pour les articles homonymes, voir Last Exit to Brooklyn.
Last Exit to Brooklyn (titre original : Last Exit to Brooklyn) est le premier roman d'Hubert Selby Junior, il paraît en 1964 aux États-Unis. 

## L'ouvrage
Le livre remporte un succès immédiat puisqu'il se vend à près de deux millions d'exemplaires, mais il vaut à son auteur un procès pour obscénité. 
Il comporte six parties distinctes témoignant du désœuvrement dans l'arrondissement de Brooklyn à New York (quartier portuaire de Red Hook), alcool, sexe et violence sont omniprésents. On suit tour à tour un groupe de gros durs qui aiment frapper les marins et les homosexuels, un travesti amoureux et ses amis, la vie d'une prostituée aux seins hors du commun, etc.
L'auteur le résume ainsi : « Quand j'ai publié Last Exit to Brooklyn, on m'a demandé de le décrire. Je n'avais pas réfléchi à la question et les mots qui me sont venus sont : "les horreurs d'une vie sans amour". »

## Réception critique
À sa sortie, Allen Ginsberg prédit que l'ouvrage allait « exploser sur l'Amérique comme une bombe infernale qu'on lirait encore cent ans après. ».

## Nouvelle traduction
En janvier 2014, une nouvelle traduction française de Jean-Pierre Carasso et Jacqueline Huet est publiée chez Albin Michel,.  (ISBN 9782226254306)

## Adaptation cinématographique
- Last Exit to Brooklyn, d'Uli Edel, Allemagne, 1989 (Selby y apparaît en figuration[4])